# Robert J. Walker
Robert J. Walker (Northumberland, 1801. július 19. – Washington, 1869. november 11.) az Amerikai Egyesült Államok szenátora (Mississippi, 1835–1845).